# Fred Chappell
Fred Chappell (Canton, 28 maggio 1936 – Greensboro, 4 gennaio 2024) è stato uno scrittore, poeta e anglista statunitense.

## Biografia
Nato in una piccola fattoria a Canton il 28 maggio 1936, frequentò l'Università Duke dove conseguì un B.A. nel 1961 e un M.A. nel 1964.
Esordì nella narrativa nel 1963 con il romanzo It Is Time, Lord e in seguito diede alle stampe numerose raccolte di liriche, romanzi, saggi e racconti. Insegnò per 40 anni (dal 1964 al 2004) letteratura inglese all'Università della Carolina del Nord a Greensboro.
Poeta laureato della Carlina del Nord dal 1997 al 2002, divenne noto a livello internazionale per il romanzo horror Dagon, rivisitazione del Ciclo di Cthulhu in chiave gotico sudista pubblicato nel 1968.
Morì a Greensboro il 4 gennaio 2024 all'età di 87 anni.

## Opere

### Raccolte di poesie
- The World Between the Eyes (1971)
- Bloodfire (1978)
- The Wind Mountain (1979)
- Midquest (1982)
- Castle Tzingal (1984)
- Source (1985)
- First and Last Words (1989)
- C (1993)
- Spring Garden (1995)
- The Yellow Shoe Poets (1999)
- Backsass (2004)
- Shadow Box (2009)
- Familiars (2014)
- Three Poems & Two Essays (2015)

### Romanzi
- It Is Time, Lord (1963)
- The Inkling (1965)
- Dagon (1968)
  - Inverno Horror 1991. 1 romanzo e 14 racconti, di AA. VV. , Milano, Speciali Horror Mondaodir, 1991
  - Dagon, Milano, Mondadori, Urania Horror N.7, 2014 traduzione di Maura Arduini
- The Gaudy Place (1973)
- Earthsleep (1980)
- Family Gathering (2000)
- A Shadow All of Light (2016)

#### Ciclo Famiglia Kirkman
- I Am One of You Forever (1985)
- Brighten the Corner Where You Are (1989)
- Farewell, I'm Bound to Leave You (1996)
- Look Back All the Green Valley (1999)

### Raccolte di racconti
- Awakening to Music (1979)
- Moments of Light (1980)
- The Fred Chappell Reader (1987)
- More Shapes Than One (1991)
- The Lodger (1993)
- Ancestors and Others (2009)
- Fred Chappell (2015)

### Saggi
- Plow Naked (1993)
- Close to Home con Daphne Athas (1996)
- A Way of Happening (1998)

## Premi e riconoscimenti

### Vincitore
Premio Bollingen per la poesia
- 1985 alla carriera[8]

Aiken Taylor Award for Modern American Poetry
- 1996 alla carriera[9]